# ID-0
ID-0 (アイディー・ゼロ?, Aidī Zero) è una serie televisiva anime mecha diretta da Gorō Taniguchi e prodotta da Sanzigen, trasmessa in Giappone dal 9 aprile al 25 giugno 2017. La serie è stata resa internazionalmente disponibile da Netflix in streaming a partire dal 6 ottobre 2017.

## Trama
In un lontano futuro il minerale orichalt ha permesso la conquista dello spazio, ma è anche fonte di attrito tra le diverse compagnie minerarie che si contendono la sua estrazione. Per i lavori pesanti di estrazione vengono utilizzate le I-Machines, una sorta di grandi automi in cui viene trasferita la coscienza del pilota, che può lavorare quindi in mezzo al pericolo senza rischiare la vita. 
Maya Mikuri è una giovane studentessa di cosmo-geologia della Federation Academy, che durante una campagna di estrazione diretta da uno dei suoi professori di università, viene abbandonata nello spazio e viene raccolta da coloro che sembrano pirati spaziali. Si ritrova quindi a dover lavorare nella loro nave spaziale per ripagarsi la possibilità di ritornare a casa.
Tra l'equipaggio solamente Clair Hōjō, la giovane figlia del capitano, è un essere umano in carne e ossa, mentre tutti gli altri hanno definitivamente trasferito le loro coscienze nelle rispettive I-Machines rinunciando per sempre ai loro corpi umani.

## Personaggi
Maya Mikuri (ミクリ・マヤ?, Mikuri Maya)
Doppiata da: Minami Tsuda (versione giapponese), Francesca Bielli (versione italiana)
Clair Hōjō (クレア・ホウジョウ?, Kurea Hōjō)
Doppiata da: Hisako Kanemoto (versione giapponese), Giada Bonanomi (versione italiana)
Ido (イド?, Ido)
Doppiata da: Kazuyuki Okitsu (versione giapponese), Claudio Moneta (versione italiana)
Rick Ayer (リック・エイヤー?, Rikku Eiyā)
Doppiata da: Masaya Matsukaze (versione giapponese), Federico Zanandrea (versione italiana)
Karla Milla-Foden (カーラ・ミラ＝フォーデン?, Kāra Mira Fōden)
Doppiata da: Sayaka Ōhara (versione giapponese), Stefania Patruno (versione italiana)
Grayman / Jake Hōjō (グレイマン / ジェイク・ホウジョウ?, Gureiman / Jeiku Hōjō)
Doppiata da: Rikiya Koyama (versione giapponese), Mattia Bressan (versione italiana)
Fa-Loser (ファルザ?, Faruza)
Doppiata da: Ari Ozawa (versione giapponese), Francesca Tretto (versione italiana)
Alice (アリス?, Arisu)
Doppiata da: Reina Ueda (versione giapponese)
Amanza Volchkova (アマンザ・ボルチコワ?, Amanza Boruchikowa)
Doppiata da: Junko Minagawa (versione giapponese), Beatrice Caggiula (versione italiana)
Attomy Kinsberg (アットミー・キンズバーグ?, Attomī Kinzubāgu)
Doppiata da: Katsuhisa Hōki (versione giapponese)
Romanov (ロマノフ?, Romanofu)
Doppiata da: Wataru Hatano (versione giapponese)
Zephyr (ゼファ?, Zefa)
Doppiata da: Taishi Murata (versione giapponese)
Addams Forte Chevalier (アダムス・フォルテ・シュヴァリエ?, Adamusu Forute Shuvarie)
Doppiata da: Takehito Koyasu (versione giapponese), Luca Sandri (versione italiana)
Urakuo Hakubi (白眉 有楽翁?, Hakubi Urakuō)
Doppiata da: Mugihito (versione giapponese)
Kain Arisugawa (ケイン・アリスガワ?, Kein Arisugawa)
Doppiata da: Hikaru Midorikawa (versione giapponese), Marco Balzarotti (versione italiana)
Sam Taylor (サム・テイラー?, Samu Teirā)
Doppiata da: Isshin Chiba (versione giapponese)
Jennifer Record (ジェニファー・レコード?, Jenifā Rekōdo)
Doppiata da: Kikuko Inoue (versione giapponese), Francesca Tretto (versione italiana)

## Produzione
Annunciato ufficialmente il 7 agosto 2016 al World Cosplay Summit, il progetto televisivo anime originale è stato diretto da Gorō Taniguchi e scritto sotto la supervisione di Yōsuke Kuroda. Prodotto da Sanzigen con la colonna sonora composta da Takayuki Hattori, è andato in onda dal 9 aprile al 25 giugno 2017. Le sigle di apertura e chiusura sono rispettivamente ID-0 di Sayaka Sasaki e Stellar Compass di Hironobu Kageyama.

## Episodi
| Nº | Titolo italiano Giapponese 「Kanji」 - Rōmaji                                                   | In onda        | In onda        |
| Nº | Titolo italiano Giapponese 「Kanji」 - Rōmaji                                                   | Giapponese     | Italiano       |
| 1  | Transizione dell'anima 「魂魄遷移 MIND TRANCE」 - Konpaku sen'i - Mind Trance                   | 9 aprile 2017  | 6 ottobre 2017 |
| 2  | Minerali senza forma 「時空結節 FORMLESS MINERALS」 - Jikū kessetsu - Formless Minerals         | 16 aprile 2017 | 6 ottobre 2017 |
| 3  | Linea Miguel 「空漠回廊 MIGUEL LINE」 - Kūbaku kairō - Miguel Line                              | 23 aprile 2017 | 6 ottobre 2017 |
| 4  | Tattiche singolari 「転移奇襲 SINGULAR TACTICS」 - Ten'i kishū - Singular Tactics               | 30 aprile 2017 | 6 ottobre 2017 |
| 5  | Minerale con libero arbitrio 「結晶幼女 ORE WITH FREE WILL」 - Kesshō yōjo - Ore With Free Will | 7 maggio 2017  | 6 ottobre 2017 |
| 6  | L'osservatore 「世界攪乱 THE OBSERVER」 - Sekai kakuran - The Observer                          | 14 maggio 2017 | 6 ottobre 2017 |
| 7  | Oltre i limiti 「生存宙域 OVERSTEPPING」 - Seizon chūiki - Overstepping                         | 21 maggio 2017 | 6 ottobre 2017 |
| 8  | La scoperta di un talento 「荷電噴流 CRACKING THE FLAIR」 - Kaden funryū - Cracking the Flair   | 28 maggio 2017 | 6 ottobre 2017 |
| 9  | In cerca della verità 「真誠探求 SEEKING THE TRUTH」 - Shinsei tankyū - Seeking the Truth       | 4 giugno 2017  | 6 ottobre 2017 |
| 10 | Il peccato 「縮退履歴 COMPRESSED SIN」 - Shukutai rireki - Compressed Sin                       | 11 giugno 2017 | 6 ottobre 2017 |
| 11 | Orbita innocente 「無垢軌道 INNOCENT ORBIT」 - Muku kidō - Innocent Orbit                       | 18 giugno 2017 | 6 ottobre 2017 |
| 12 | Ancora qui 「実存人格 STILL HERE」 - Jitsuzon jinkaku - Still Here                              | 25 giugno 2017 | 6 ottobre 2017 |